# Cecil Edwin Hall
Cecil Edwin Hall (* 5. Juli 1912 in Nottingham, England; † 5. März 1991 in Jasper) war ein britisch-amerikanischer Biophysiker und Professor für Biophysik.
Er erwarb 1935 in Kanada an der University of Alberta seinen Bachelor of Science und 1936 an der University of Toronto seinen Master. Hier baute er für Eastman-Kodak ein Elektronenmikroskop. 1941 ging er als wissenschaftlicher Mitarbeiter ans MIT und wurde Mitglied der Fakultät für Biologie. Mit Francis Otto Schmitt arbeitete er weiter am Elektronenmikroskop. Im Zweiten Weltkrieg untersuchten er, Schmitt und Irwin W. Sizer († 2000) Teilchen in der Haut von Explosionsopfern.
1947 erwarb er seinen PhD und wurde außerordentlicher Professor für Biophysik. In den 1950ern veröffentlichte er Introduction to Electron Microscopy und Visualization of Individual Macromolecules with the Electron Microscope. Hall war von 1954 bis 1968 auch Berater für RCA. 1960 arbeitete er in einem Team, das die ersten Bilder von Antikörper-Molekülen lieferte.
1963 wurde Hall in die American Academy of Arts and Sciences gewählt. 1964 wurde er o. Professor und 1970 ging er in den Ruhestand und lebte eine Weile in Lincoln (Massachusetts).